# Мароши, Адам
А́дам Ма́роши (венг. Marosi Ádám; род. 26 июля 1984, Будапешт) — венгерский пятиборец, бронзовый призёр летних Олимпийских игр 2012 года, трёхкратный чемпион мира и трёхкратный чемпион Европы.

## Биография
Первоначально Адам Мароши на протяжении семи лет занимался плаванием, но потом принял решение перейти в спортивное пятиборье. На международных соревнованиях Адам Мараши начал выступать с 1999 года. На молодёжном уровне Мароши выиграл все возможные награды, став многократным чемпионом мира и Европы среди юниоров. В 2004 году Адам в составе эстафетной команды стал чемпионом Европы среди взрослых. В 2006 году на этапе Кубка мира в Мехико, упав с лошади, Мароши получил двойной перелом ноги, из-за чего почти два года не мог нормально тренироваться, а также не смог побороться за путёвку на летние Олимпийские игры в Пекине. В 2008 году Мароши завоевал свою первую награду на мировых первенствах, став бронзовым призёром в эстафете. В 2009 году на чемпионате мира в Лондоне Адам Мароши стал двукратным чемпионом мира, завоевав золото, как в индивидуальном, так и в командном первенствах. Спустя год Адам во второй раз стал чемпионом Европы. В 2011 году Мароши добавил к своим наградам звание чемпиона мира и чемпиона Европы. Обе награды венгерский спортсмен завоевал в эстафете.
В 2012 году Адам Мароши принял участие в летних Олимпийских играх в Лондоне. После фехтования и плавания в индивидуальных соревнованиях Мароши занимал лишь 12-е место, но удачное прохождение конкура, когда венгерский пятиборец набрал максимальное количество баллов (1200), позволило Адаму подняться на 5-е место и стартовать в комбайне с отставанием от лидера всего в 11 секунд. Уже ко второму огневому рубежу Мароши подошёл на третьем месте, которое смог удержать до самого финиша, став бронзовым призёром Олимпийских игр.

## Государственные награды
- Золотой крест ордена Заслуг — 2012 год.